# 浦安鉄鋼団地
浦安鉄鋼団地（うらやすてっこうだんち）とは、千葉県浦安市鉄鋼通り、港地区にある工業団地である。浦安鉄鋼第一団地（鉄鋼通り）、浦安鉄鋼第二団地（港、2期分譲部）からなる。鉄鋼の流通・加工に特化した団地であり、敷地面積は約108万平方メートル。最寄り駅は舞浜駅であり、東京ベイシティ交通の「見明川住宅」バス停留所が浦安鉄鋼団地協同組合の最寄となっている。
団地隣接地には株式会社マイステイズ・ホテル・マネジメントが運営するホテルマイステイズ舞浜がある。

## 沿革
- 1962年1月 千葉県開発庁と土地取得交渉開始
- 1963年1月 浦安鐵鋼団地進出申込み受付
  - 6月 「東鉄連浦安鉄鋼団地組合」を設立
  - 12月 「東鉄連浦安鉄鋼団地協同組合」に改組、初代理事長に西山伝平が就任
- 1964年5月 千葉県と約20万坪の分譲協定締結
- 1967年9月 区画割当て抽選実施
- 1968年3月 第一団地の埋立てが完了
- 1969年5月 2代目理事長に清水五一郎が就任
- 1973年4月 第二団地分譲協定締結。74社12万6000坪
- 1979年12月 第二団地の埋立てが完了
- 1981年4月 浦安町が「浦安市」に改組
- 1987年6月 組合名を現在の「浦安鐵鋼団地協同組合」に改称
- 1990年2月 浦安鐵鋼会館が落成
  - 3月 JR京葉線が開通
- 1992年5月 3代目理事長に村上三郎が就任
- 2002年5月 4代目理事長に関根宏一が就任
- 2004年6月 鉄鋼団地一帯が特別用途地域に指定される
- 2006年1月 操業環境を保全するための｢地区計画｣が浦安市によって都市計画決定される

## 進出企業
- 組合員181社
- 準組合員44社

## 周辺交通
道路
- 首都高速湾岸線浦安IC
- 若潮通り

鉄道
- JR京葉線・舞浜駅

路線バス
- 東京ベイシティ交通見明川住宅